# Condiciones meteorológicas para el vuelo instrumental

Instrumentos básicos de vuelo:
Arriba, de izquierda a derecha: Velocímetro • Indicador de actitud u horizonte artificial • Altímetro
Abajo, de izquierda a derecha: Indicador de giro e inclinación • Girocompás • Varioaltímetro

Condiciones meteorológicas para el vuelo instrumental, en inglés instrument meteorological conditions (IMC),  es un término utilizado en aviación para referirse a las condiciones meteorológicas que solicitan los pilotos que vuelan generalmente con la ayuda de instrumentos, es decir, bajo las reglas de vuelo por instrumentos (IFR), en lugar del vuelo por referencias visuales externas (VFR). 

## Diferencia con las condiciones meteorológicas para el vuelo visual (VMC)
De acuerdo con la Administración Federal de Aviación (FAA), VMC se define como aquellas condiciones meteorológicas expresadas en términos de visibilidad, distancia de la nube y techo igual o mejor que los mínimos especificados. Con buena visibilidad, los pilotos pueden determinar la actitud del avión utilizando referencias visuales externas, fundamentalmente el horizonte. 
La presencia de unas buenas condiciones atmosféricas se comprueba visualmente, estableciendo así los límites de las pautas mínimas de vuelo.
En ausencia de referencias externas, por mala visibilidad, resulta imprescindible el uso de instrumentos como el giroscopio o el horizonte artificial.
La OACI, que regula las condiciones meteorológicas del vuelo visual (VMC), que son incompatibles con las condiciones meteorológicas del vuelo instrumental (IMC), define y establece los mínimos internacionales, cuyas pautas se integran mayoritariamente en las regulaciones aéreas de cada país.
Es importante no confundir IMC con IFR. La primera se refiere a las condiciones meteorológicas reales en el momento de su consulta, mientras la segunda, describe las reglas según las cuales la aeronave está volando. Un avión puede volar según las reglas de vuelo instrumental (IFR) con total visibilidad, bien por una cuestión operativa o porque el vuelo visual (VRF) en el espacio aéreo que vuela no está permitido.
En general, la mayoría de los vuelos comerciales operan exclusivamente en IFR, solicitando las condiciones meteorológicas para el vuelo instrumental (IMC).

## Acceso inadvertido en IMC
Si durante un vuelo iniciado en VFR, el tiempo empeora y el avión se ve rodeado de nubes, el nuevo escenario es un inesperado Acceso Inadvertido de Condiciones Meteorológicas para el vuelo Instrumental (IIMC), lo que significa que los pilotos se enfrentan a una situación de desorientación espacial, sin referencias visuales y con una pérdida de control de la nave respecto al suelo.
Según las estadísticas de la Administración Federal de Aviación de los Estados Unidos, los accidentes por desorientación espacial representan un 15% de los accidentese aviación general, siendo un 90 % de ellos fatales.
Otras estadísticas indican que el 4% de los accidentes de aviación general se atribuyeron a la meteorología, de los cuales la mitad fueron por acceso inadvertido en IMC, de los que el 72% terminó con víctimas mortales.